# HSBC Direct
HSBC Direct是滙豐集團於2005年於美國開設的銀行服務，其後擴展至加拿大、南韓及台灣（2006年9月起）。服務主要以網上／電話理財形式提供，並不提供櫃位服務。而賣點則是較低的手續費、年費，無最低結餘要求和較高存款利率。
台灣HSBC Direct業務於2014年7月5日結束服務，轉成滙豐銀行整合專戶。
香港滙豐於2008年底推出了英文類同的商業理財服務 - 「理財易」商務戶口（HSBC Business Direct），服務模式和HSBC Direct 類似，當中包括零戶口結餘要求、零月費等（滙豐一般商業理財目前要求戶口結餘要求達五萬港元），但HSBC Direct品牌並未正式登陸香港。